# Lotta libera ai Giochi della VIII Olimpiade - Pesi gallo
La competizione della categoria pesi gallo (fino a 56 kg) di lotta libera dei Giochi della VIII Olimpiade si è svolta dall'11 al 14 luglio 1924 al Vélodrome d'hiver a Parigi.

## Classifica finale
| Pos.    | Atleta             | Nazione       |
| ------- | ------------------ | ------------- |
| Oro     | Kustaa Pihlajamäki | Finlandia     |
| Argento | Kaarlo Mäkinen     | Finlandia     |
| Bronzo  | Bryan Hines        | Stati Uniti   |
| 4       | Axel Larsson       | Svezia        |
| 5       | Harry Darby        | Gran Bretagna |
| 5       | Jacques Dillen     | Belgio        |
| 5       | Jules Bouquet      | Francia       |
| 5       | Harold Sansum      | Gran Bretagna |
| 9       | Pietro Tordera     | Italia        |
| 9       | Gaston Ducayla     | Francia       |
| 9       | Charles MacWilliam | Stati Uniti   |
| 9       | James Trifunov     | Canada        |

## Risultati
Torneo a eliminazione. I perdenti con il vincitore disputarono un torneo ad eliminazione per il 2º posto. I perdenti con il vincitore del 2º posto disputarono un torneo ad eliminazione per il 3º posto.

### Torneo principale
|  | Primo Turno 11 luglio | Primo Turno 11 luglio | Primo Turno 11 luglio |  |  | Quarti di Finale 12 luglio | Quarti di Finale 12 luglio | Quarti di Finale 12 luglio |  |                    | Semifinale 13 luglio | Semifinale 13 luglio | Semifinale 13 luglio |  |  | Finale 14 luglio | Finale 14 luglio | Finale 14 luglio |
|  |                       |                       |                       |  |  |                            |                            |                            |  |                    |                      |                      |                      |  |  |                  |                  |                  |
|  |                       |                       |                       |  |  |                            |                            |                            |  |                    |                      |                      |                      |  |  |                  |                  |                  |
|  |                       |                       |                       |  |  | Kustaa Pihlajamäki         | Kustaa Pihlajamäki         | D                          |  |                    |                      |                      |                      |  |  |                  |                  |                  |
|  | Harry Darby           | Harry Darby           | W                     |  |  | Harry Darby                | Harry Darby                |                            |  |                    |                      |                      |                      |  |  |                  |                  |                  |
|  | Pietro Tordera        | Pietro Tordera        |                       |  |  |                            |                            |                            |  | Kustaa Pihlajamäki | Kustaa Pihlajamäki   | D                    |                      |  |  |                  |                  |                  |
|  |                       |                       |                       |  |  |                            | Bryan Hines                |                            |  |                    |                      |                      |                      |  |  |                  |                  |                  |
|  |                       |                       |                       |  |  | Bryan Hines                | Bryan Hines                | D                          |  |                    |                      |                      |                      |  |  |                  |                  |                  |
|  |                       |                       |                       |  |  | Jacques Dillen             |                            |                            |  |                    |                      |                      |                      |  |  |                  |                  |                  |
|  |                       |                       |                       |  |  |                            |                            |                            |  |                    | Kustaa Pihlajamäki   | Kustaa Pihlajamäki   | S                    |  |  |                  |                  |                  |
|  | Kaarlo Mäkinen        | Kaarlo Mäkinen        | D                     |  |  |                            | Kaarlo Mäkinen             | Kaarlo Mäkinen             |  |                    |                      |                      |                      |  |  |                  |                  |                  |
|  | Gaston Ducayla        | Gaston Ducayla        |                       |  |  | Kaarlo Mäkinen             | Kaarlo Mäkinen             | D                          |  |                    |                      |                      |                      |  |  |                  |                  |                  |
|  | Harold Sansum         | Harold Sansum         | W                     |  |  | Harold Sansum              | Harold Sansum              |                            |  |                    |                      |                      |                      |  |  |                  |                  |                  |
|  | James Trifunov        | James Trifunov        |                       |  |  |                            |                            |                            |  | Kaarlo Mäkinen     | Kaarlo Mäkinen       | S                    |                      |  |  |                  |                  |                  |
|  | Axel Larsson          | Axel Larsson          | W                     |  |  |                            | Axel Larsson               | Axel Larsson               |  |                    |                      |                      |                      |  |  |                  |                  |                  |
|  | Charles MacWilliam    | Charles MacWilliam    |                       |  |  | Axel Larsson               | Axel Larsson               | D                          |  |                    |                      |                      |                      |  |  |                  |                  |                  |
|  |                       |                       |                       |  |  | Jules Bouquet              |                            |                            |  |                    |                      |                      |                      |  |  |                  |                  |                  |
|  |                       |                       |                       |  |  |                            |                            |                            |  |                    |                      |                      |                      |  |  |                  |                  |                  |

### Torneo per il secondo posto
|  | Semifinali     | Semifinali     | Semifinali     |   |  | Finale | Finale | Finale |  |
|  |                |                |                |   |  |        |        |        |  |
|  | Kaarlo Mäkinen | Kaarlo Mäkinen | D              |   |  |        |        |        |  |
|  | Kaarlo Mäkinen | Kaarlo Mäkinen | D              |   |  |        |        |        |  |
|  | Harry Darby    |                |                |   |  |        |        |        |  |
|  |                | Kaarlo Mäkinen | Kaarlo Mäkinen | D |  |        |        |        |  |
|  |                |                |                | D |  |        |        |        |  |
|  |                |                | Bryan Hines    |   |  |        |        |        |  |
|  | Bryan Hines    |                |                |   |  |        |        |        |  |
|  |                |                |                |   |  |        |        |        |  |
|  |                |                |                |   |  |        |        |        |  |

### Torneo per il terzo posto
|  | Semifinali     | Semifinali     | Semifinali     |   |  | Finale | Finale | Finale |  |
|  |                |                |                |   |  |        |        |        |  |
|  | Bryan Hines    | Bryan Hines    | D              |   |  |        |        |        |  |
|  | Bryan Hines    | Bryan Hines    | D              |   |  |        |        |        |  |
|  | Axel Larsson   |                |                |   |  |        |        |        |  |
|  |                | Bryan Hines    | Bryan Hines    | D |  |        |        |        |  |
|  |                |                |                | D |  |        |        |        |  |
|  |                |                | Gaston Ducayla |   |  |        |        |        |  |
|  | Gaston Ducayla | Gaston Ducayla | D              |   |  |        |        |        |  |
|  | Gaston Ducayla | Gaston Ducayla | D              |   |  |        |        |        |  |
|  | Harold Sansum  |                |                |   |  |        |        |        |  |